# Snuifdoos met miniatuurportret van Leopold II
De snuifdoos met miniatuurportret Leopold II is een gouden snuifdoos met een portret van de Belgische koning Leopold II aan de bovenzijde. De snuifdoos werd ontworpen door de Belg Gustave Wolfers.

## Beschrijving
De doos met een blauw, geëmailleerd deksel, vertoont een ovaal portret in miniatuur van Leopold II. De miniatuur is gebaseerd op een foto die door de Brusselse gebroeders Géruzet rond 1875 werd genomen. Ook hier draagt hij dezelfde eretekens: de orde van het Gulden Vlies en de borstster van het burgerlijk Grootlint van de Leopoldsorde. Bij zijn huwelijk met Marie Henriëtte van Oostenrijk verkreeg hij de eerste uit handen van de Oostenrijkse keizer Frans Jozef I en ook in 1853, bij zijn achttiende verjaardag, het tweede ereteken.
Zestien briljanten in een zilveren zetting zijn rondom het portret geplaatst. Zes briljanten staan tussen de groene klimopbladeren. De zijwanden van de snuifdoos zijn rijkelijk versierd. Het deksel heeft een afzonderlijke liprand, opstaande wand en bovenplaat. Op de rand staan tekens waarvan de betekenis nog moet worden onderzocht.

## Achtergrond
Mogelijk was deze snuifdoos ooit het bezit van Rudolf van Oostenrijk, de enige zoon van Frans Jozef I, die tragisch om het leven kwam. Toen zijn dochter Elisabeth Marie werd geboren, kocht koningin Marie Henriëtte sieraden en zeker ook een snuifdoos. Het is niet zeker dat het om dezelfde snuifdoos gaat.

## Geschiedenis
De snuifdoos werd verworven door de Koning Boudewijnstichting (inventarisnummer: KBS 0126) via het fonds Christian Bauwens en tentoongesteld in het DIVA te Antwerpen.

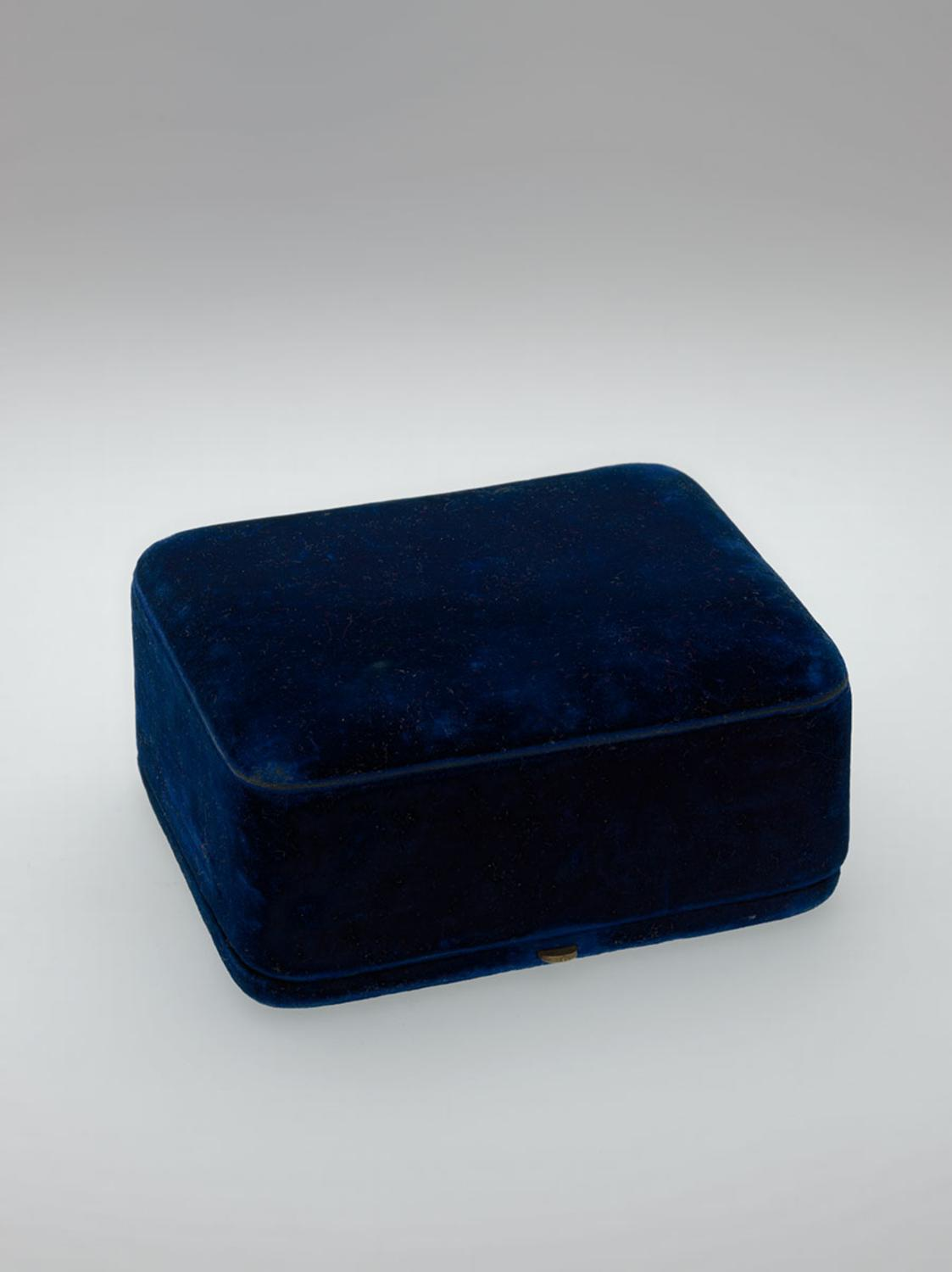
beschermhoesje
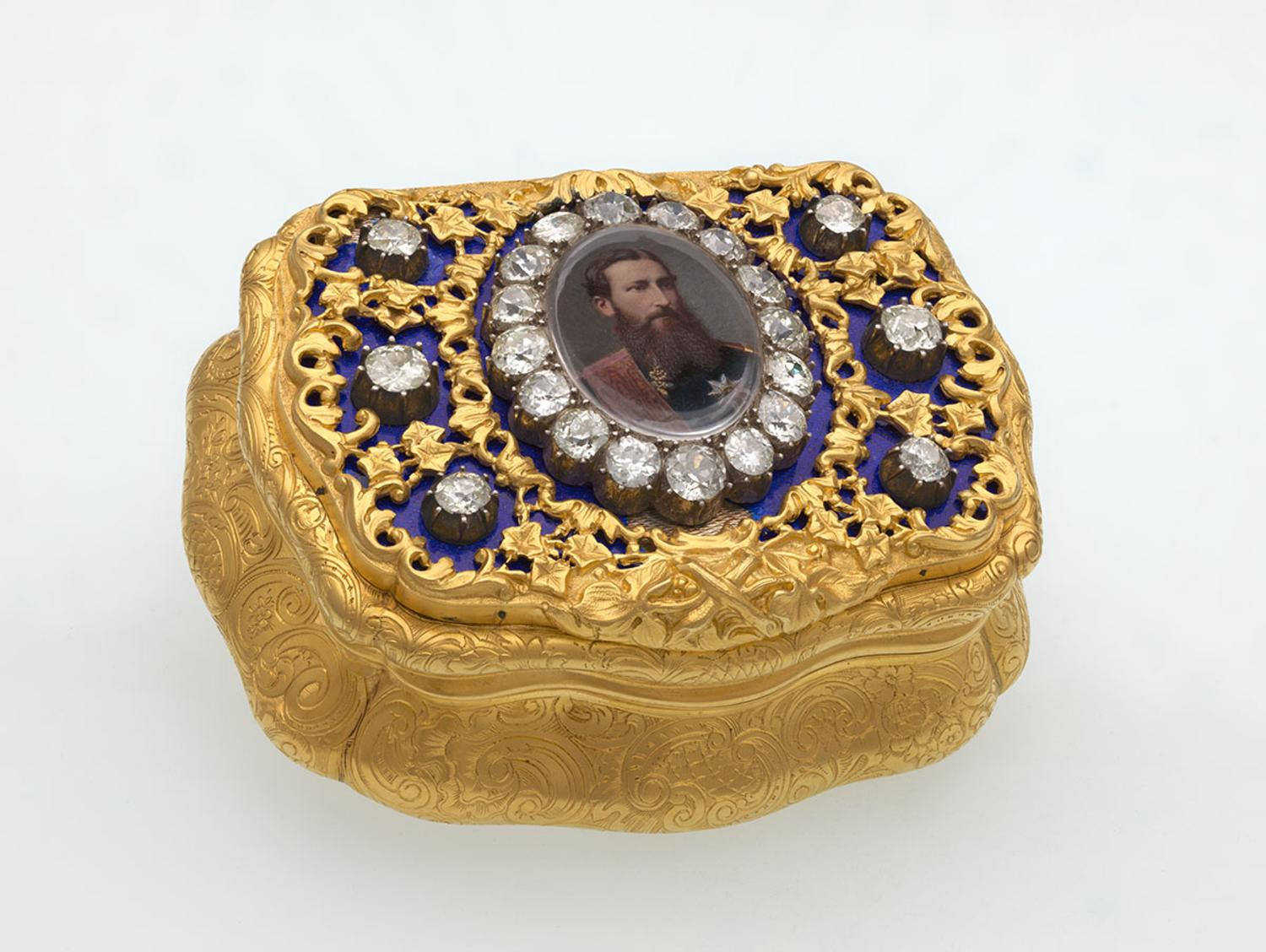
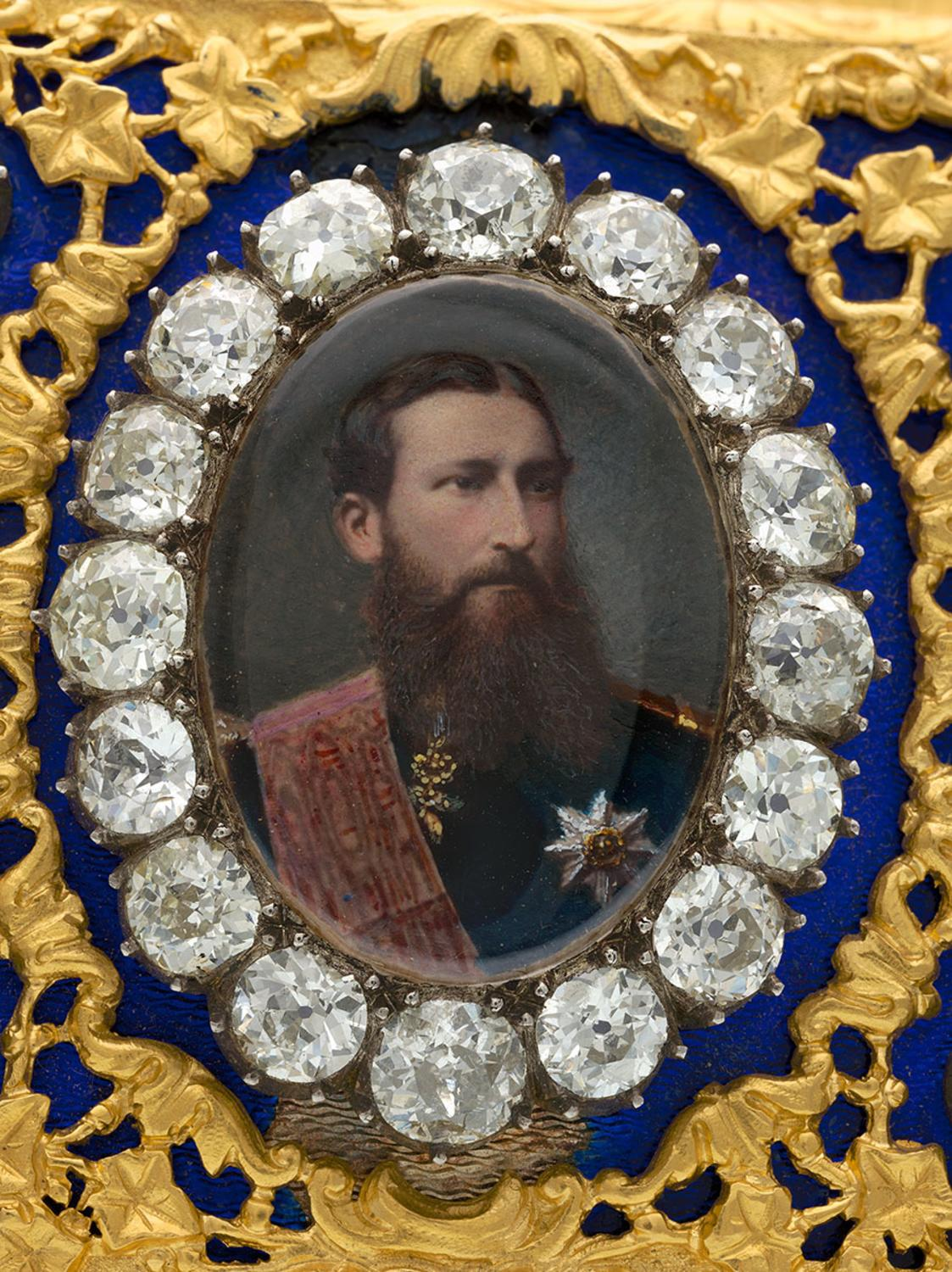
portret van Leopold II op de snuifdoos.
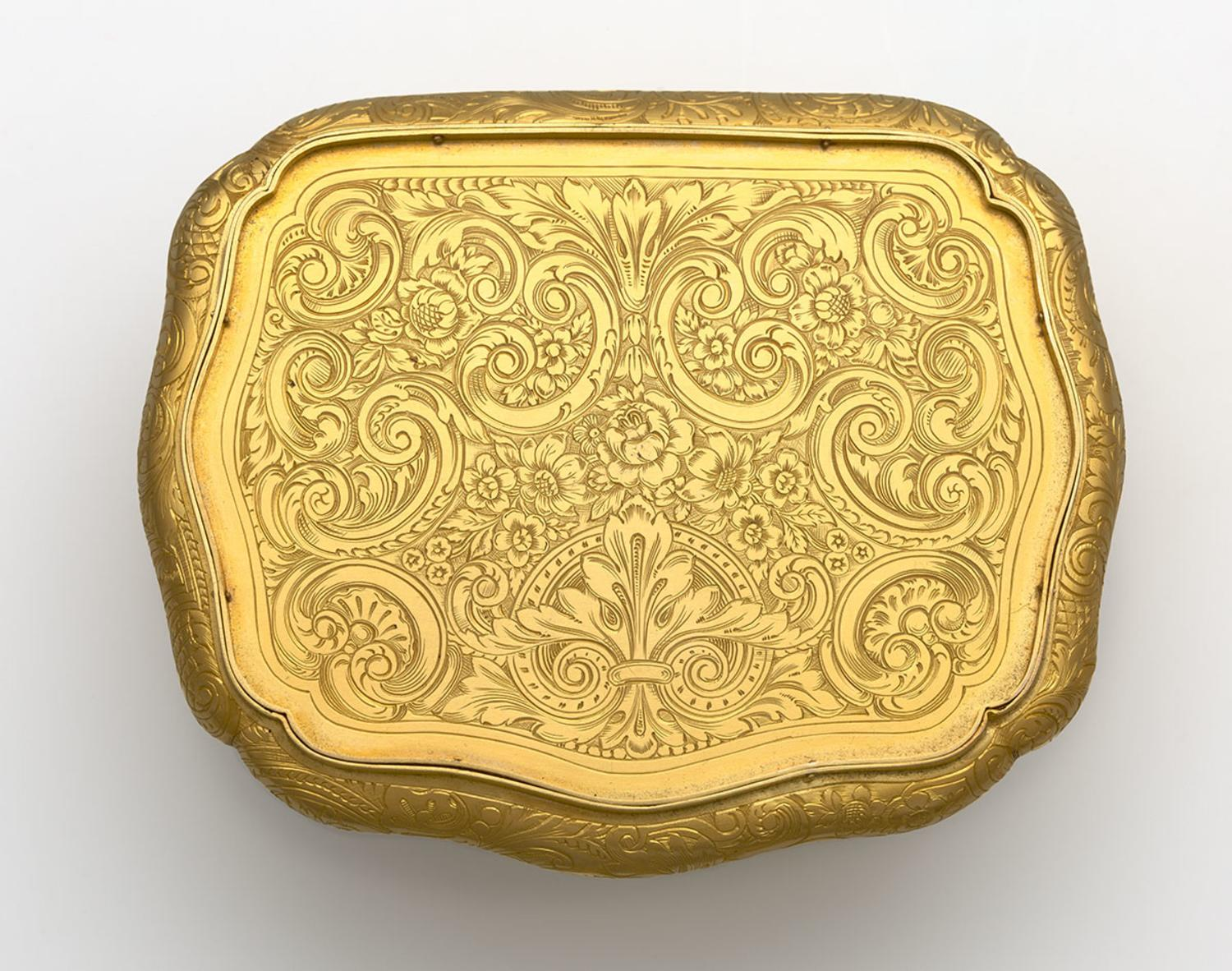
onderzijde kist
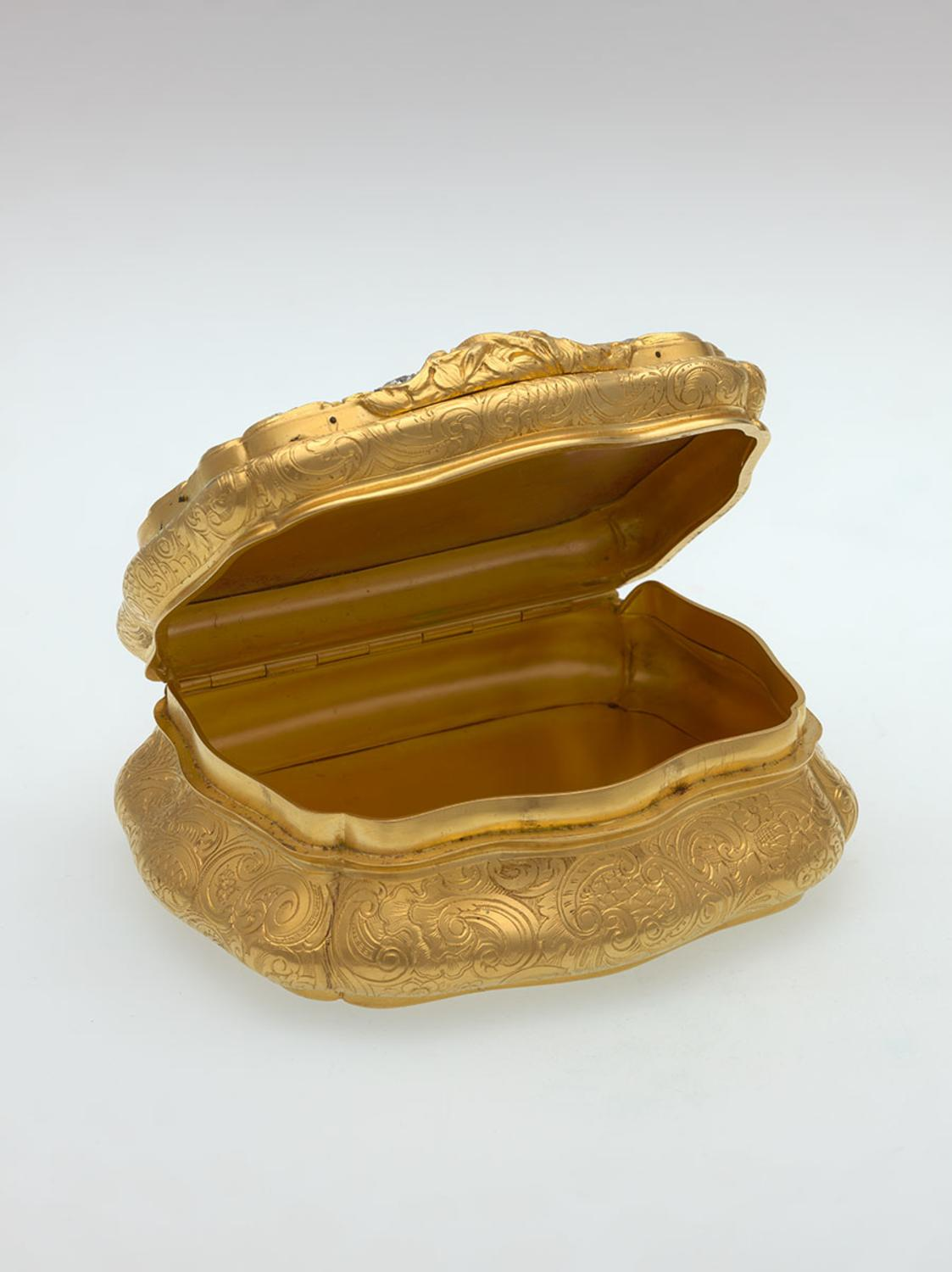
kist geopend
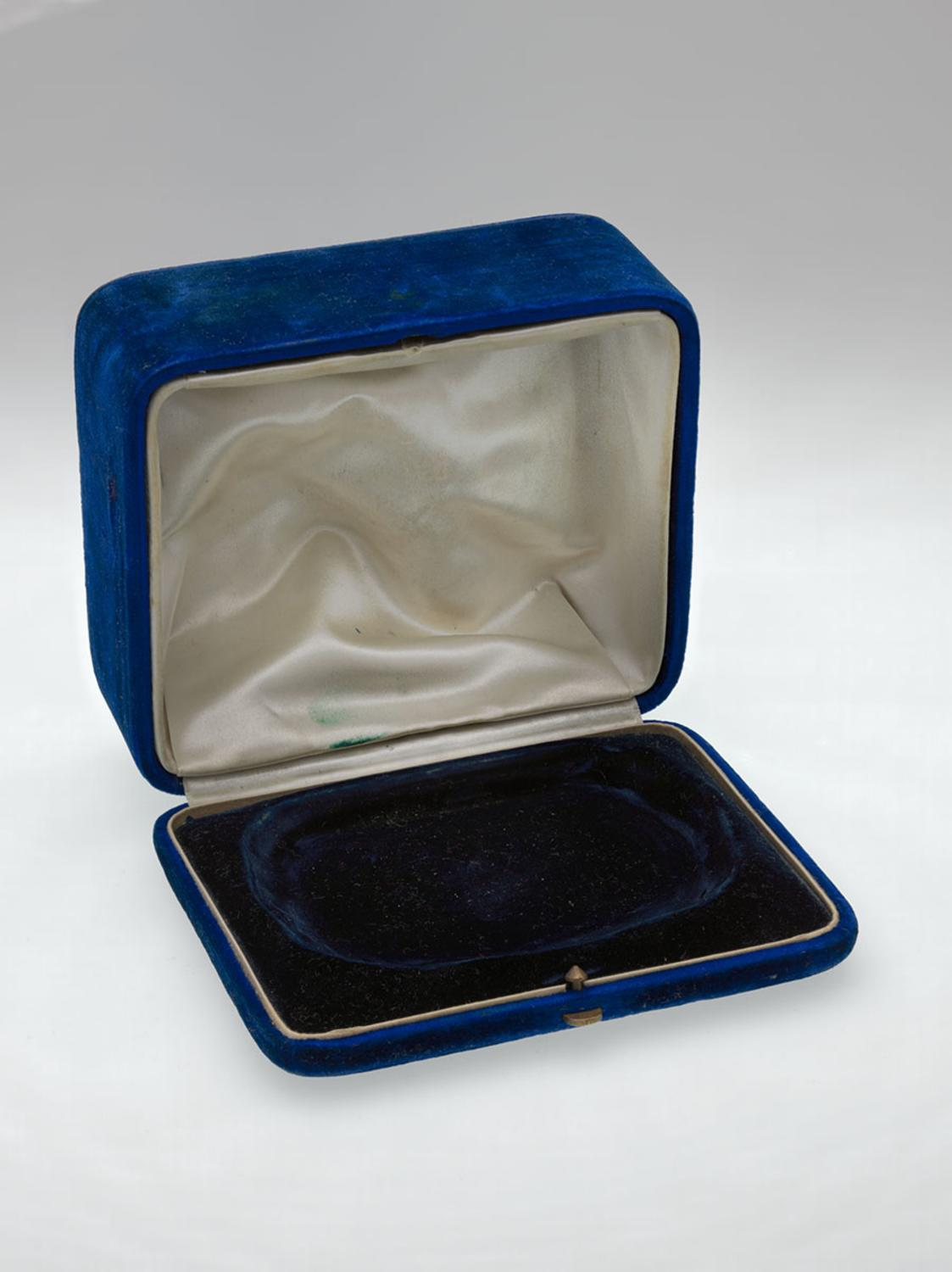